# Alone Again (Naturally)
"Alone Again (Naturally)" is een single van de Ierse zanger Gilbert O'Sullivan. Het nummer werd oorspronkelijk alleen als single uitgebracht, maar in 2012 is het toegevoegd aan een remaster van het album Back To Front.
Het is donkere ballad waarin de zanger zich moederziel alleen voelt: zijn verloofde kwam niet opdagen bij de bruiloft en zijn moeder, met wie hij sinds het overlijden van zijn vader nauwelijks nog contact had, is gestorven. Hij overweegt zelfmoord en vraagt zich af of er een god bestaat. Volgens O'Sullivan is het lied overigens niet autobiografisch: zijn moeder leefde nog toen hij het schreef.

## Achtergrond
Alone Again (Naturally) is geschreven door Gilbert O'Sullivan en geproduceerd door Gordon Mills. Het nummer was een grote internationale hit. Het bereikte de hitlijsten in veel landen, met een eerste plaats in de Verenigde Staten in de Billboard Hot 100, een eerste plaats in Japan en Canada, een tweede plaats in Frankrijk, Nieuw-Zeeland en Ierland, een derde plaats in de Britse hitlijsten, in Nederland een 21e plaats in de Top 40 en een 33e plaats in Duitsland. Het nummer was genomineerd voor twee Grammy's, een voor Record of the Year en een voor Song of the Year. Geen van beide nominaties werd verzilverd. Het nummer was onderwerp van een rechtszaak tussen Gilbert O'Sullivan en Biz Markie, die het nummer had gesampled zonder toestemming.
Het nummer werd door velen gecoverd, onder anderen door Andy Williams (1972), Shirley Bassey (1976), Rod McKuen (1977), Vonda Shepard (2001), Donny Osmond (2009), Neil Diamond (2010) en Michael Bublé & Diana Krall (2014). Het werd ook gebruikt in de film Ice Age: Dawn of the Dinosaurs.

## 1948 (Toen was geluk heel gewoon)
Kees van Kooten en Wim de Bie schreven in 1972, toen het nummer in de hitlijsten stond, een Nederlandstalige tekst op dezelfde melodie, maar met een eerder nostalgische dan sombere inhoud: 1948 (Toen was geluk heel gewoon). Dit lied werd gezongen door Gerard Cox en bereikte in Nederland de hitlijsten. Ook van dit nummer bestaat een coverversie, in 2011 op de plaat gezet door Sjoerd Pleijsier alias Simon Stokvis, Cox' tegenspeler uit de naar het nummer genoemde televisieserie Toen was geluk heel gewoon.

## NPO Radio 2 Top 2000
| Nummer met noteringen in de NPO Radio 2 Top 2000 | '99  | '00  | '01 | '02  | '03-'04 | '05  | '06  | '07  | '08  |
| ------------------------------------------------ | ---- | ---- | --- | ---- | ------- | ---- | ---- | ---- | ---- |
| Alone Again                                      | 1303 | 1415 | 686 | 1661 | -       | 1918 | 1790 | 1985 | 1911 |

1. ↑  Een '-' betekent dat het nummer niet was genoteerd en een vetgedrukt getal geeft de hoogste notering aan.
2. ↑  Deze tabel is bijgewerkt tot en met de laatste editie (2024).